# Kirnberger-Stimmung
Johann Philipp Kirnberger veröffentlichte ab dem Jahr 1766 mehrere Stimmungssysteme für Tasteninstrumente. Sie gehören der Gruppe der wohltemperierten Stimmungen an und erlauben damit das Spiel in allen Tonarten, wobei jede einen eigenen Tonartencharakter aufweist. Folgende Eigenheiten sind allen gemeinsam:
- Sie sollen Johann Sebastian Bachs Stimmpraxis wiederbeleben.
- Sie sind relativ leicht zu stimmen.
- Sie orientieren sich stark an reinen Intervallen.
- Sie fügen sich nicht in die Entwicklung zur gleichstufigen Stimmung ein.

Die Kirnberger-Stimmungen weisen eine reine große Terz C-E auf sowie reine Quinten von E aufwärts bis Fis und von C abwärts bis Cis. Daraus ergibt sich eine um das Schisma verkleinerte Quinte Fis-Cis. Sie unterscheiden sich nur in der Stimmung der vier Quinten C bis E (also C-G, G-D, D-A und A-E), d. h. im Ergebnis in den drei Tönen G, D und A.
In der ersten Version von 1766 (heute als Kirnberger I bezeichnet) sind die Quinten C-G, G-D und A-E rein, die sich daraus ergebende Quint D-A ist daher um das volle syntonische Komma verkleinert.
In derselben Quelle verweist er auf die Möglichkeit, die Quinten D-A und A-E jeweils um das halbe syntonische Komma zu verkleinern, was zwar schwieriger zu stimmen ist, da nun das Stimmen reiner Intervalle nicht mehr ausreicht, aber durch die Entschärfung der extrem kleinen Quint von Kirnberger I zu einem besseren Klangergebnis führt (heute Kirnberger II). Diese Variante findet sich auch 1771 in seiner Kunst des reinen Satzes.

## Grafische Darstellungen

### Kirnberger II
```
C-----G-----D------A-----E-----H----Fis----Cis----As(Gis)----Es-----B-----F-----C        (G)     (D)        
  r      r   -1/2   -1/2   r     r     -sch    r          r      r     r     r
|_______reine Terz_______|                  |________pythag. Terz_________|
     |________reine Terz_______|                    |_______pythag. Terz________|
            |_______reine Terz_______|                        |_______pythag. Terz________|
                                                                      |_______pythag. Terz________|
```

„r“ steht in dieser Grafik für „rein“, „-1/2“ für die um das halbe syntonische Komma verengten Quinten und „-sch“ für die um das Schisma verengte Quinte. Die Terzen C-E, G-H und D-Fis sind rein, die Terzen Cis-F, As(Gis)-C, Es-G und B-D pythagoräisch (sehr groß), die Größen der übrigen Terzen liegen dazwischen.

### Kirnberger III
```
C-----G-----D------A-----E-----H----Fis----Cis----As(Gis)----Es-----B-----F-----C 
 -1/4  -1/4  -1/4   -1/4   r     r     -sch    r          r      r     r     r
|_______reine Terz_______|                  |________pythag. Terz_________|
                                                    |_______pythag. Terz________|
```

In einem undatierten Brief an Johann Nikolaus Forkel erwähnt er die Verteilung des syntonischen Kommas auf alle vier Quinten C bis E in unterschiedlichen Varianten, wobei die gleichmäßige Verkleinerung aller vier Quinten heute als Kirnberger III bezeichnet wird. Diese Stimmung wird auf vielen historischen Tasteninstrumenten (insbesondere Orgeln) angewandt, da sie ausgeglichener als die Werckmeister-Stimmung ist. Die „guten“ Tonarten mit wenigen Vorzeichen werden bevorzugt und eine Tonartencharakteristik bleibt bewahrt. Zudem ist sie leicht anzulegen.
Die Nummerierung der Stimmungen stammt nicht von Kirnberger. Vielfach wurde behauptet, sie stamme auch nicht aus seiner Zeit, sondern sei im Rahmen der Wiederentdeckung historischer Stimmungen im 20. Jahrhundert als Analogie zur älteren Werckmeister-Stimmung eingeführt worden. Tatsächlich aber benutzte schon der Musiktheoretiker Friedrich Wilhelm Marpurg diese Nummerierung zumindest für die ersten beiden Stimmungen.

## Historische Einordnung
Kirnbergers Stimmanweisungen entstammen einer Zeit, in der verschiedene Stimmungssysteme nebeneinander existierten: mitteltönige Systeme insbesondere auf Orgeln, wohltemperierte Stimmungen, die den wichtigsten Anteil darstellten, sowie die gleichstufige Stimmung, die gegen Ende des 18. Jahrhunderts mehr an Bedeutung gewann.
Zur Zeit von Kirnbergers Veröffentlichungen gab es äußerst differenzierte und komplizierte Stimmungen (beispielsweise bei Johann Georg Neidhardt, Georg Andreas Sorge). Es bestand der Trend in Richtung gleichstufige Stimmung. Im Vergleich damit nehmen sich Kirnbergers Anleitungen einfach gebaut und stark ungleichstufig aus. Die Fachwelt ist sich über die Bewertung dieser Tatsachen uneins. Folgende sich teils widersprechende Erklärungsversuche werden dabei angeführt:
- Die Einfachheit des Stimmvorgangs sollte im Vordergrund stehen, damit auch unerfahrene Musiker ihr Instrument selbst stimmen können.
- Seine Stimmungen haben ihre eigenen Qualitäten und sind eigenständig, folgen also nicht modischen Trends.
- Seine Stimmungen sind „missglückte“ Versuche, die real existierenden Stimmungen mit einfachen Mitteln zu beschreiben.

## Praktische Einordnung
Die Kirnberger-II-Stimmung ist eine mögliche Stimmung für Borduninstrumente wie beispielsweise Drehleier und Sackpfeife, da diese häufig im Zusammenklang mit den Bordunen nur in Tonarten auf der Basis weniger, quintverwandter Grundtöne gespielt werden. Besonders geeignet ist diese Stimmung für die Aufführung der Originalkompositionen für Drehleier und Sackpfeife (in den Quellen Vielle [a roue] und Musette [de court])  aus dem 18. Jahrhundert.